# Concatedral del Sagrado Corazón de Jesús (Bitola)
La Concatedral del Sagrado Corazón de Jesús (en macedonio: Црква Пресвето Срце Исусово) Se encuentra ubicada en la ciudad de Bitola, en Macedonia del Norte y es el concatedral de la diócesis de Skopie. El establecimiento de la iglesia data del XIX, por un Lazarista, quien se propuso difundir la fe católica entre la población ortodoxa del Imperio otomano. El Fundador de la Iglesia fue Juan José Lepavek, que en 1857 compró un hotel desde el que se desarrollaría la futura iglesia, terminada en 1870, pero destruida por un incendio en 1900. La iglesia actual data de 1909 y es de estilo neogótico. La torre de la iglesia fue construida entre 1938 y 1940.